# Tim Daly
Tim Daly (nascido James Timothy Daly, em Nova York, 1 de março de 1956) é um ator, diretor e produtor americano nomeado ao Prêmio Emmy e Screen Actors Guild Awards, No Brasil é conhecido por interpretar Richard Kimble na série o Fugitivo e também interpretou Colonel Bill Styles no filme Violação de Conduta.

## Filmografia

### Ator

#### Filmes
- Diner (1982) – William 'Billy' Howard
- Just the Way You Are (1984) – Frank Bantam
- Made in Heaven (1987) – Tom Donnelly
- Spellbinder (1988) – Jeff Mills
- Love or Money (1990) – Chris Murdoch
- Year of the Comet (1992) – Oliver Plexico
- Caroline at Midnight (aka Someone's Watching) (1994) – Detective Ray Dillon
- Denise Calls Up (1995) – Frank Oliver
- Dr. Jekyll and Ms. Hyde (1995) – Doctor Richard Jacks
- The Associate (1996) – Frank
- The Object of My Affection (1998) – Dr Robert Joley
- Seven Girlfriends (1999) – Jesse Campbell
- Basic (2003) – Colonel Bill Styles
- Against the Ropes (2004) – Gavin Reese
- Return to Sender (aka Convicted) (2004) – Martin North
- Tonari no Totoro (My Neighbor Totoro) (2005) – Professor Kusakabe (voz)
- The Good Student (aka Mr. Gibb) (2008) – Ronald Gibb
- The Skeptic (2009) – Bryan Becket

#### Televisão
- An Enemy of the People (American Playhouse) (1966) – Morten Stockmann
- Ryan's Four (1983) – Dr. Edward Gillian
- I Married a Centerfold (1984) – Kevin Coates
- Mirrors (1985) – Chris Philips
- The Rise & Rise of Daniel Rocket (American Playhouse) (1986) – Richard
- I'll Take Manhattan (1987) – Toby Amberville
- Almost Grown (1988) – Norman Foley
- The More You Know (1989) – ele mesmo
- Red Earth, White Earth como Snake Treaty (1989) – Guy Pehrsson
- Wings (1990–1997) – Joseph "Joe" Montgomery Hackett
- In the Line of Duty: Ambush in Waco (1993) – David Koresh
- Queen (1993) – Colonel James Jackson Jr.
- Dangerous Heart (1994) – Angel Perno
- Witness to the Execution (1994) – Dennis Casterline
- Superman (1996–2000) – Clark Kent/Superman (voz)
- The New Batman/Superman Adventures (1997–2000) – Superman/Clark Kent (voz)
- The Batman/Superman Movie (1998) – Clark Kent/Superman (voice)
- From the Earth to the Moon (1998) – James Lovell
- Invasion America (1998) (voz)
- Storm of the Century (1999) – Mike Anderson
- Execution of Justice (1999) – Dan White
- The Fugitive (2000–2001) – Dr. Richard Kimble
- A House Divided (2000) – Charles Dubose
- The Outsider (2002) – Johnny Gault
- Edge of America (2003) – Leroy McKinney
- Wilder Days (2003) – John Morse
- Bereft (2004) – Uncle Happy
- Eyes (2005) – Harlan Judd
- The Nine (2006–2007) – Nick Cavanaugh
- Private Practice (2007–2013) – Dr. Peter "Pete" Wilder
- Madam Secretary (desde 2014) – Henry McCord

Ator convidado
- Hill Street Blues (1981) – Dann
- Alfred Hitchcock Presents (1986) – Scott
- Midnight Caller (1989) - Elliot Chase
- John Larroquette Show (1995) – Thor Merrick
- Monk (2002) – Himself
- Judging Amy (2003) – Monty Fisher
- The Sopranos (2004–2007) – J.T. Dolan (4 episódios)
- Commander in Chief (2006) – Cameron Manchester
- Law & Order: Special Victims Unit (2007) – Reverendo Jeb Curtis
- Grey's Anatomy (2007) – Dr. Peter "Pete" Wilder (2 episódios)
- Real Time with Bill Maher  (2008) - ele mesmo

yong justice (2010)

### Diretor
- Bereft (2004)

### Produtor
- Execution of Justice (1999)
- Tick Tock (2000)
- Edge of America (2003)
- Bereft (2004)
- PoliWood (2009)[1]